# Маккей, Кеннет, 4-й граф Инчкейп
Кеннет Питер Лайл Маккей, 4-й граф Инчкейп, также известный как Питер Инчкейп (англ. Kenneth Peter Lyle Mackay, 4th Earl of Inchcape; род. 23 января 1943) — британский пэр, землевладелец и бизнесмен. Он был членом Палаты лордов с 1994 по 1999 год.
Титулы: 4-й граф Инчкейп (с 17 марта 1994 года), 4-й виконт Гленапп из Стратнавера, Сазерленд (с 17 марта 1994), 4-й барон Инчкейп из Стратнавера, графство Сазерленд (с 17 марта 1994), 4-й виконт Инчкейп из Стратнавера, графство Сазерленд (с 17 марта 1994 года).

## Ранняя жизнь
Старший сын Кеннета Маккея, 3-го графа Инчкейпа (1917—1994) и его первой жены Алин Торн Пиз (1919—2010), у него есть младший брат Джеймс Джонатан Торн Маккей (род. 1947), и оба получили образование в Итонском колледже. Затем Инчкейп был зачислен в 9/12-й Королевский уланский полк после обучения в кадетской школе офицеров Монса.
Он потомок американского предпринимателя Корнелиуса Вандербильта.

## Карьера
Инчкейп стал директором компаний и был председателем компаний Duncan MacNeill Tea International, Glenapp Estate Company и Saracen Power Ltd. Он был принят в члены Королевской компании лучников.
17 марта 1994 года он сменил титулы графа Инчкейпа и виконта Гленаппа, пэрств, созданных в 1929 году, а также барона Инчкейпа (1911 г.) и виконта Инчкейпа (1924 г.), все в звании системе Пэрства Соединённого Королевства, что дало ему место в Палате лордов.
Он был мастером Благочестивой компании бакалейщиков в 1993—1994 годах и является членом Восточного клуба.
Он владеет поместьем Гленапп в Шотландии с центром в Карлок-хаусе, недалеко от Баллантрэ, Эршир, а также имеет дома в Лондоне и в Клифф-Пипарде, Уилтшир. Список богатых людей Sunday Times за 2005 год оценил его состояние в 50 миллионов фунтов стерлингов и поставил его на 938-е место в списке самых богатых людей Великобритании.

## Семья
7 июня 1966 года Кеннет Маккей женился на Джорджине Нисбет. У супругов было трое детей:
- Леди Элспет Пиз Маккей (род. 3 ноября 1972), с 2001 года замуж за Джеймса Питера Хордерна, двое детей
- Эйлса Фиона Стонор, баронесса Камойс (род. 1 апреля 1977), муж с 2004 года Уильям Стонор, 8-й барон Камойс, трое детей
- Фергюс Джеймс Кеннет Маккей, виконт Гленапп (род. 9 июля 1979), наследник отца.

Граф Инчкейп — племянник пожизненного пэра Саймона Маккея, барона Танлоу (род. 1934), четвёртого сына 2-го графа Инчкейпа.
Его наследник, виконт Гленапп, женат на Ребекке Джексон из Коттисфорда, Нортгемптоншир, от брака с которой у него двое детей.

## Назначения
- Председатель Азиатско-Тихоокеанского фонда, антитеррористического аналитического центра.
- Заместитель председателя Austin Motors
- Директор Assam Oil & Natural Gas
- Попечитель благотворительной организации MapAction.